# 于敏中
于敏中（1714年—1779年），字叔子，一字重棠，號耐圃。江南鎮江府金壇縣（今江蘇省常州市金坛区）人，清朝官員。狀元及第，官至文華殿大學士兼戶部尚書。諡文襄。《清史稿》有傳。

## 家族
于敏中出身簪缨世家，山西学政汉翔之孙。其堂兄于振亦為狀元。其弟易簡，曾任山東布政使。

## 生平
清高宗乾隆二年（1737年），于敏中一甲一名進士（狀元），授翰林院修撰。以文翰得到高宗赏识，入直懋勤殿，敕書華嚴、楞嚴兩經。累遷翰林院侍講，典山西鄉試，出督山東、浙江學政。乾隆十五年（1750年），直上書房。累遷內閣學士。乾隆十八年（1753年），再次出督山東學政。次年擢兵部侍郎。
乾隆二十一年（1756年），丁憂歸里。次年，起署刑部侍郎。二十三年，嗣父于枋歿，再次回籍治喪。不久，亲生母又去世，未上报，御史朱嵇因此上疏弹劾其“兩次親喪，蒙混為一”。高宗并不追究，反而斥责朱嵇“污人名节，不无过当”。随即實授侍郎，又調戶部，管錢法堂事。
乾隆二十五年（1760年），命為軍機大臣，“广交外吏，颇有簋篮不饰之议”。乾隆三十年（1765年），擢戶部尚書。三十三年，加太子太保。三十六年，協辦大學士。三十八年，晉文華殿大學士，兼戶部尚書如故。對同在軍機處的和珅極度反感。
乾隆三十九年七月，太监高雲從以“泄漏朱批记载”事发，高云从供出于敏中曾向另一位太监观亮询问朱批记载，帝為之震怒，“于敏中侍朕左右有年，岂尚不知朕之办事”。乾隆下令處斬高雲從，並指責于敏中，“福澤有限，不能受朕深恩。于敏中不知痛自愧悔耶？”乾隆四十一年，因平定第二次金川之亂有功，“于敏中画旨查办，始终是经其手”，賞予“一等輕车都尉”爵位。
乾隆四十四年（1779年）十二月，以哮喘病卒。據稱在其晚年乾隆帝曾赐陀罗经被，于敏中領會其意，服毒自盡，諡文襄。

## 身后
于敏中生前号称廉洁，乾隆四十五年（1780年）六月，家族内发生争产纠纷，于敏中之孙于德裕控告堂叔于時和拥赀回籍，三月转移回金坛。皇帝为了验证于敏中是否清廉，下令调查于氏财产，详细记录为八万余两，属时任官员正常收入，坊间称高达二百万两之多属不实。
乾隆四十六年（1781年），甘肃冒赈案发，布政使王亶望和王廷赞被處死，並波及已去世的于敏中，乾隆帝为竖明君形象，推罪认为“设非于敏中为之主持，勒尔谨岂敢遽行奏请”，于敏中的牌位終被撤出贤良祠。
晚年于敏中纂修《四庫全書》，乾隆五十二年（1787年）發現江南文匯、文宗、文瀾三閣《四庫全書》「舛謬叢生，應刪不刪，且空白未填者竟至連篇累頁」，「本當治以重罪，因業已身故，不加追究。」

## 著作
于敏中書法風格近於董其昌，奉旨敕書《華嚴經》寶塔。著有《素餘堂集》、《臨清纪略》等。奉敕纂輯《國朝宮史》、《欽定天祿琳琅書目》、《欽定日下舊聞考》、《西清硯譜》等，撰《欽定勝朝殉節諸臣錄》卷首等。

## 延伸阅读
[在维基数据编辑]
 《清史稿/卷319》，出自趙爾巽《清史稿》
 在维基共享资源阅览影像